# La Grande Mouille
 Pour plus de détails, voir Fiche technique et Distribution
La Grande Mouille, également intitulé Chattes mouillées ou Parties de chasse en Sologne, est un film français réalisé par Claude Bernard-Aubert sous le pseudonyme de Burd Tranbaree, sorti en 1979.

## Synopsis
Un rendez-vous de chasse en Sologne. Madame et son garde-chasse, deux servantes et de nombreux invité(e)s font alterner carnage de canards et « chasse aux dames ».

## Fiche technique
- Titre : La Grande Mouille
- Titres alternatifs : Chattes mouillées, Parties de chasse en Sologne
- Réalisation : Burd Tranbaree
- Production : FFCM et Shangrila Productions
- Distribution : Alpha-France
- Images : Pierre Fattori
- Montage : Gabriel Rongier (sous le nom de Roger Brigelain)
- Musique : Alain Goraguer (sous le nom de Paul Vernon)
- Durée : 85 minutes
- Date de sortie :  France : 29 août 1979
- Film interdit aux moins de 18 ans lors de sa sortie en  France

## Distribution
- Brigitte Lahaie
- Dominique Aveline
- Christine Beaugrand
- Guy Royer
- France Lomay
- Ghislain Van Hove
- Kay O'Neill
- Gabriel Pontello
- Elsa Maroussia (Maroussia)
- Alain Fonduron
- Karine Gambier (Karine Stephen)
- Danièle David
- Marilyn Jess
- Jacques Marbeuf
- Cyril Val